# Escut de Castellví de Rosanes
L'escut oficial de Castellví de Rosanes té el següent blasonament.
Escut caironat: de gules, un castell d'argent tancat d'atzur, acostat de dues roses d'argent botonades i barbades d'or. Per timbre, una corona de baró.

## Història
Va ser aprovat el 21 de març de 2001 i publicat al DOGC el 4 d'abril del mateix any amb el número 3362.
El poble va ser el centre de la baronia de Castellvell: el castell d'argent sobre camper de gules són les armes parlants dels barons. Les dues roses també són un senyal parlant al·lusiu al nom de Rosanes.